# Santuario (edificio)

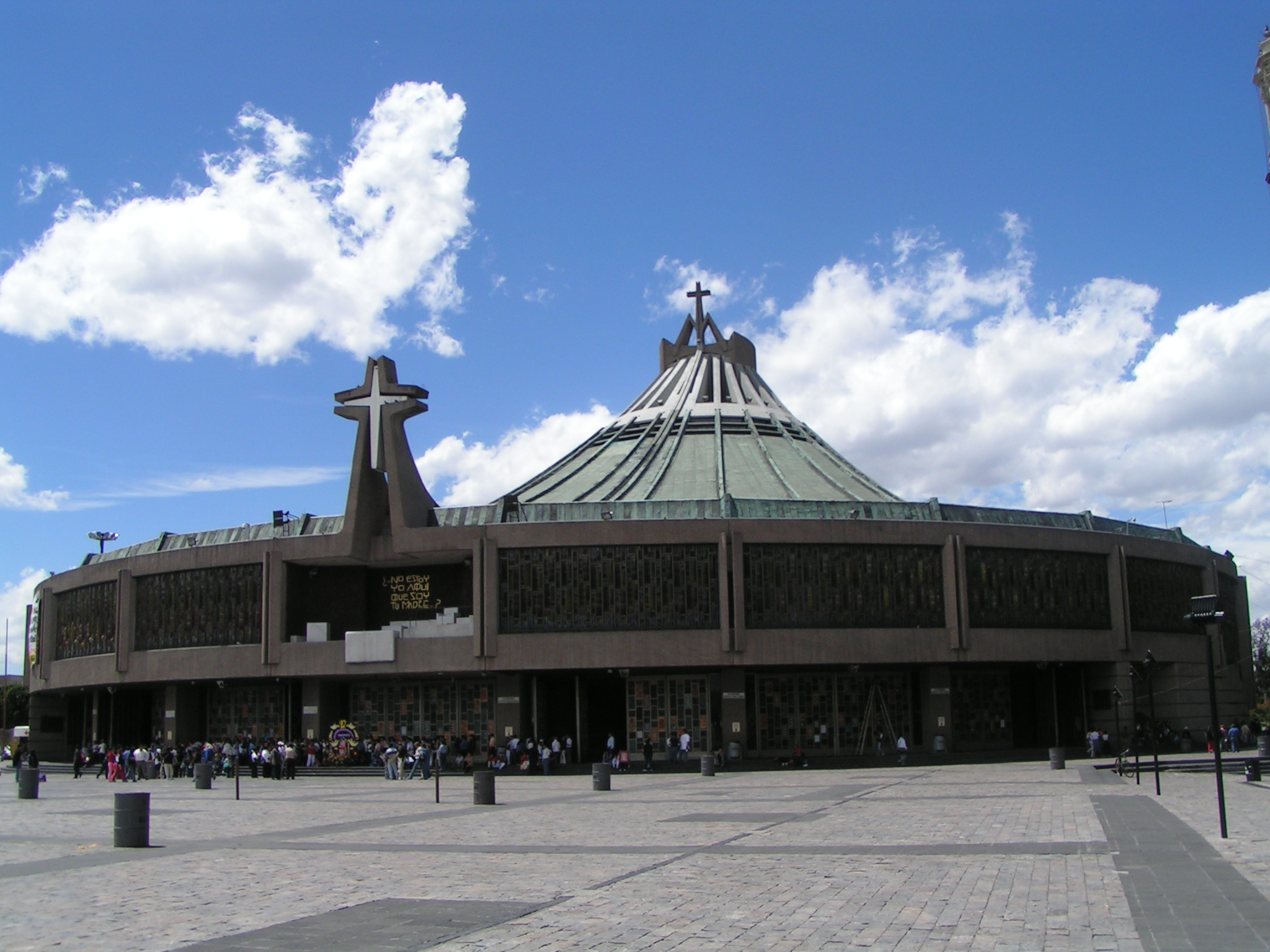
La Basílica de Guadalupe en México es uno de los santuarios católicos más visitados del mundo.

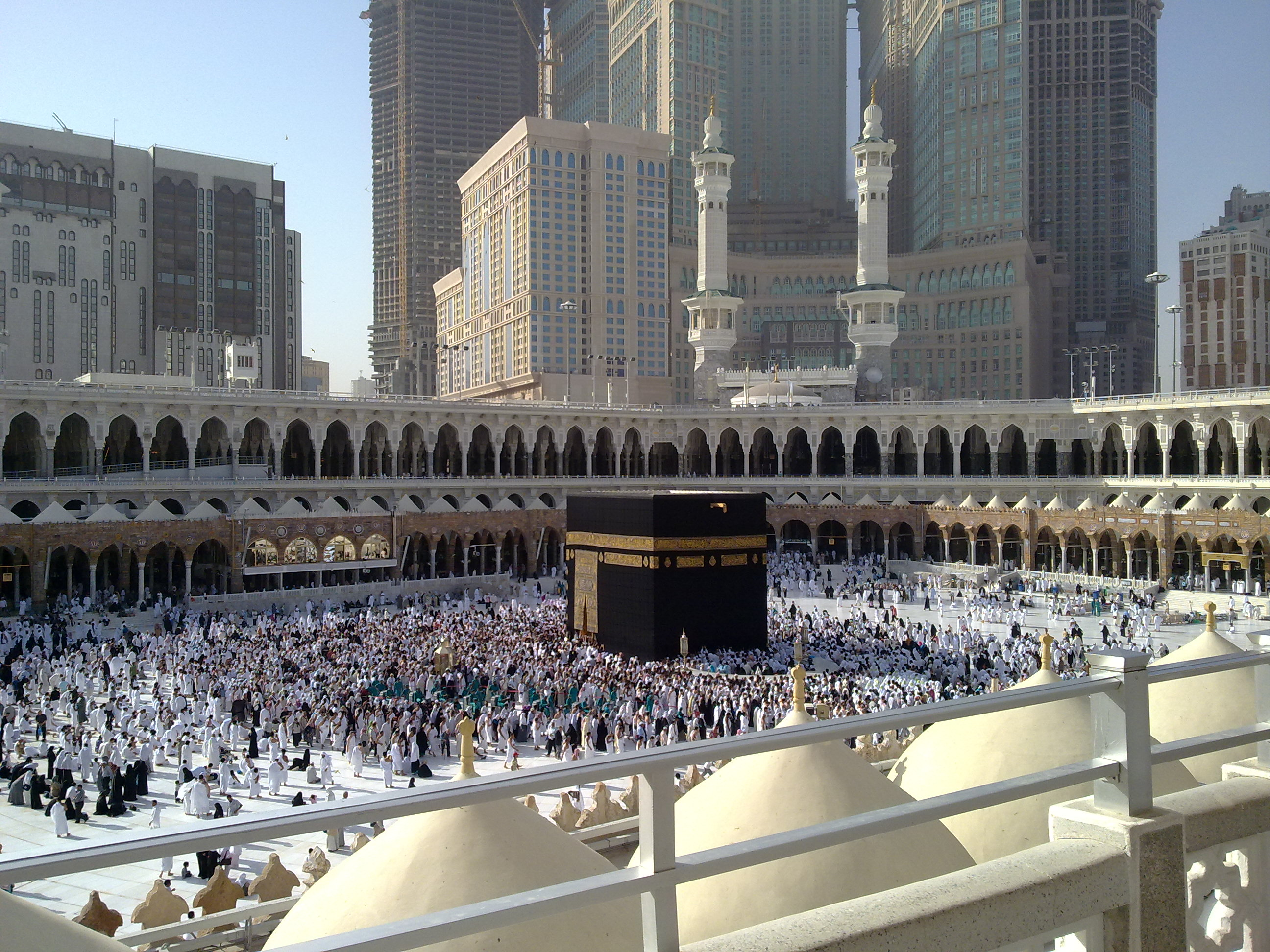
La Gran Mezquita de La Meca, principal santuario en el islam.

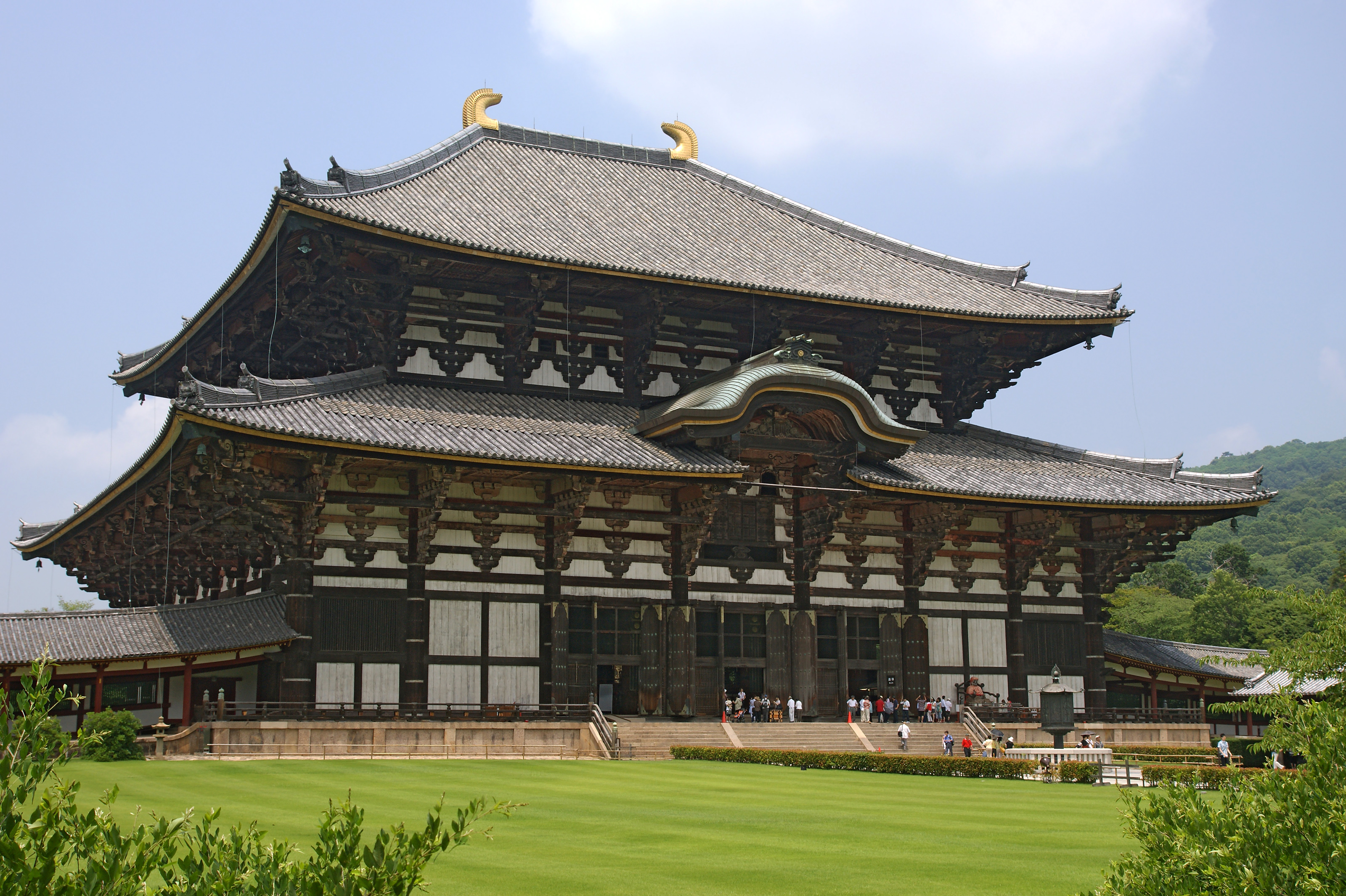
Tōdai-ji en Nara, Japón, uno de los santuarios más destacados de la religión budista.

Un santuario (del latín sacrarium, sanctus) es un templo en el que se venera una imagen, dioses o reliquia de especial devoción. Este es el significado propio en español, aunque en sentido impropio a veces se utilice ese término para referirse a un sitio al que peregrinan numerosos fieles de una determinada religión o iglesia donde se considera que tuvo lugar un milagro o hecho singular o mágico. 
Algunos santuarios importantes por religión o iglesia son: 
- El Santuario de Nuestra Señora de Luján en Zelaya, Pilar. Pcia. Bs. As. Argentina. Se lo considera tal por ser un lugar Santo dado que la Virgen María lo eligió para manifestarse. Allí se produjo el milagro de la carreta.
- Para los católicos  el Real Santuario de San José de la Montaña en Barcelona, el Santuario de Torreciudad en Huesca, Catedral-Basílica de Nuestra Señora del Pilar de Zaragoza, el Real Monasterio de Santa María de Guadalupe (Extremadura, España) o el del Santo Cristo de la Victoria de Serradilla, ambos en la provincia de Cáceres, el Santuario del Cristo de la Agonía en Limpias, provincia de Cantabria, el Santuario de la Virgen de la Muela en Corral de Almaguer (Toledo), el Santuario de Lourdes en Francia, el Santuario de Fátima en Portugal, el Santuario de Medjugorje en Bosnia y Herzegovina, la Basílica de Santa María de Guadalupe en  México (el santuario católico más visitado del mundo) y  la Basílica de la Virgen de Los Ángeles en Costa Rica  de Centroamérica. Entre el sur de Francia y España, se puede recorrer un itinerario de interés religioso y cultural a varios Santuarios Marianos, de los más importantes del sur de Europa. A este recorrido se le denomina Ruta mariana.
- La Meca para los musulmanes;
- La ciudad de Jerusalén para musulmanes, judíos y cristianos;
- Tōdai-ji para los budistas japoneses.

Por extensión, se denomina santuario a un lugar o un edificio que se considera sagrado, es decir, que está bajo la protección de un dios. Por cierto, a lo largo de las épocas este concepto tuvo cierta evolución, aunque siempre conservando más o menos las características que vienen de señalarse. Los santuarios pueden ser receptivos de recibir una dignidad especial debido a su importancia. Por ejemplo dentro de la Iglesia católica, un título papal (Basílica menor) o una dignidad secular (cargos de realeza a un santuario otorgado por una monarquía).